# Володимир Полоцький
Володимир (за однією із версій Всеславич, за іншою — Володаревич; ?—1216) — Полоцький князь (бл. 1182/1186—1216) з династії Рюриковичів, неясного походження. Відомий лише за численними згадками у Лівонській хронці Генріха Латвійського.

## Походження
У зв'язку з тим що князь Володимир ні разу не названий в джерелах по-батькові в історіографії немає єдиної думки щодо того чиїм він був сином.
В. Е. Даниливич вважав його сином полоцького князя Всеслава Васильковича. З ним були згідні О. М. Рапов, В. Л. Носевич, Е. М. Загорульський та Л. В. Войтович. У 1990-і роки Д. Н. Александов та Д. М. Володіхін здійснили спробу ототожнити князя Володимира з князем Васильком, згаданим у літописах в 1197 році. Не прийшли до кінцевого висновку щодо походження Володимира А. В. Рукавішніков та В. П. Богданов.
За версією яку ще в 1850 році висловив норвезький історик П. А. Мунк, і яку підтримали сучасні дослідники А. В. Назаренко, Л. Алексеєв та А. П. П'ятнов, Володимир походив з мінських Глібовичів, був братом данської королеви Софії і князя Василька та сином мінського і полоцького князя Володаря Глібовича.

## Біографія
Наприкінці 1170-х років відбувалося протистояння за Берестейщину між Мінським князем Володимиром і князем Шумським Васильком, онуком Володимира Мономаха. Відомо, що ще дід Володимира – Мінський князь (1101–1119) Гліб Всеславич, що був одружений з Анастасією Ярополківною, донькою короля Русі, Турівського
і Волинського князя Ярополка Ізяславича, намагався розширити свої володіння, у тому числі й на Берестейщину.
Спочатку князь Володимир Володарович здобув Берестя і Дорогочин, проте на допомогу Васильку прийшов його тесть польський князь Болеслав IV Кучерявий і Лешек Мазовецький – син Болеслава IV і української княжни В’ячеслави Всеволодівни, правнучки Володимира Мономаха.

Під час цієї боротьби Берестя якийсь час залишалося в руках князя Володимира. Лише близько 1181 року Василько став ненадовго князем Берестейським.
«Король полоцький» Володимир згадується у «Лівонській хроніці» дев'ять раз: чотири рази по імені, і п'ять раз просто як «король полоцький». У 1184 Володимир згаданий у зв'язку з тим що дозволив католицькому священнику проповідувати у землі лівів. Після цього і аж до початку ХІІІ ст. про нього немає відомостей. Це дозволило деяким дослідникам висунути версію за якою в цей час у Полоцьку не було князів а містом правило віче.
У 1201 році Володимир здійснив похід проти литви. У 1203 здійснив похід проти лівів з метою отримати данину і здобув лівську фортецю Іксеколу, звідки вирушив до Гольми яку теж взяв в облогу але взяти не зміг.
1206 року до Володимира прибуло посольство від лівів які жалілись полоцькому князю на те що німці не дотримуються миру, нападають на них та змушують приймати католицтво. У відповідь на це Володимир почав збирати військо. В цей ж час до князя прислав посольство і ризький архиєпископ Альберт фон Буксгеведен. Посольству не вдалось добитись миру, проте посли повідомили архієпископа про те що князь готується до походу в Лівонію. Володимир відправив нове посольство до Риги та лівів у якому намагався викликати архієпископа для пояснень його дій, однак ці заходи не мали успіху. Тому в тому ж 1206 році князь вирушив в похід на Ригу, та обложив Гольму, яку на той час зайняли німецькі лицарі. Спроби взяти фортецю виявились невдалими, а коли князь дізнався про те що в Лівонію прибув німецький флот а також данський король Вальдемар то вернувся в Полоцьк.
Наступного, 1207 року один із васалів Володимира, Кукенойський князь з полоцької династії, В'ячко вступив в конфлікт з лівонськими хрестоносцями. В'ячко відмовився передавати половину свого князівства хрестоносцям, як це було попередньо домовлено та виступив проти них. У відповідь лицарі пішли походом на В'ячка, і останній, не дочекавшись підмоги від Володимира спалив Кукенойс та втік на Русь. Через це Полоцьке князівство втратило цілу область в Лівонії та вплив на місцеві справи.
Після цього між Володимиром та німецькими лицарями постійно виникали конфлікти та сутички через данину яку платили ліви. Володимир вимагав щоб данину німці передавали йому данину яку платили ліви, однак хрестоносці на це не погоджувались. Лише 1210 році сторонам вдалось дійти згоди — «король полоцький» уклав з єпископом Альбрехтом вічний мир, а через два роки зустрівся з ним біля Герцике де сторони домовились розділити Лівську землю між Полоцьком та Ригою, та уклали союз проти литви. При цьому німці пішли на поступки: ліви були зобов'язані щороку виплачувати данину Володимиру особисто, або через Ризького архієпископа.
У 1216 році Володимир почав готувати новий похід проти Риги проте раптово помер. Після його смерті Полоцьке князівство остаточно занепало і на деякий час підпало під владу Смоленського князівства, а з 1240-х років у Полоцьку почали утверджуватись литовські князі.